# Matchrace
Matchrace er betegnelsen for duel-kapsejlads mellem sejlbåde.
Matchrace er en gren indenfor sejlsport, der adskiller sig markant fra andre sejlsportsgrene. Matchrace kaldes populært sejlsportens Formel 1, og der er meget prestige i matchrace-stævner – især i udlandet.
Da den danske Amerikas Cup-udfordring blev en realitet i 1986, og man samlede et team af dygtige sejlere om projektet, blev der taget hul på matchrace i Danmark. Amerikas Cup sejles som matchrace, og som en del af træningen blev der fokuseret på at lære disciplinen  i mindre bådtyper. Da Jesper Bank vandt guld ved OL i Sydney, Australien i 2000, steg befolkningens interesse, og . Dansk Sejlunion fik mere fokus på konkurrenceformen. 
I matchrace duellerer to besætninger imod hinanden i identiske både, som stilles til rådighed af arrangøren. Bådtypen kan således variere fra stævne til stævne. Bådene sejles aggressivt, hvilket stiller store fysiske krav til besætningen, idet der sejles op mod ti sejladser på én dag. Således spiller såvel teknik og styrke som taktik og psyke en rolle i kampen om førstepladsen.
Sporten er meget medievenlig, idet formatet henvender sig til et bredt publikum, fordi det er let at følge med i, og muliggør et decideret publikum på land, idet banen er formet, så den kan placeres tæt på kysten.
Matchrace sejles altid på en kort bane, således at tempoet er højt og afstanden mellem de to både sjældent bliver for stor til, at spændingen forsvinder. Sejltiden er ca. 25 minutter pr. match, og første båd i mål vinder.
Den mest prestigefyldte matchracesejlads hedder America's Cup.

## Klubber
Herhjemme sejles matchrace både i enkelte klubber samt i såkaldte matchracecentre. De største af disse er:
- Royal Matchrace Center (Skovshoved) [1]
- Match Racing Denmark[2]
- DKsejlsport[3]
- Næstved Sejlklub Match Race Center [4]
- Roskilde Sejlklubs Match Race Center [5]

## Banen
En matchracebane består af en startlinje, et topmærke og et bundmærke.
Der sejles typisk to runder. Dette antal kan dog variere.
En sejlads varer fra startskud til målgang, typisk 20 minutter. Fire minutter før start skal begge både passere ind i præ-startsområdet. Dette afgrænses af en fiktiv linje fra hvert startlinjemærke mod vindøjet, således at der dannes et stort H med startlinien som den vandrette streg.
I disse fire minutter kæmper de to både om at opnå optimal position til starten samt at forsøge at påføre modstanderens båd en straf. Dette gøres ved at tvinge dem til at overtræde kapsejladsreglerne.
Matchrace dømmes af såkaldte umpires, dommere uddannet til netop denne form for sejlads. Hver sejlads har sit eget dommerpar, som følger sejladsen hele vejen rundt i passende afstand. Dette gør, at eventuelle protester om brud på kapsejladsreglerne kan dømmes med det samme. Straffen skal skyldig båd tage inden målgang.
Matchrace er en af de få former for sejlads, hvor der er præmiepenge. Det kan for ganske få sejlere lade sig gøre at leve af sporten.

## Kapsejladsreglerne
Kapsejladsreglerne fastsættes internationalt, således at de samme regler gælder alle steder.
De reguleres af International Sailing Federation, ISAF, som samler de nationale sejlerforbund fra over 100 lande. Danmark repræsenteres af Dansk Sejlunion.
Reglerne opdateres og genudgives hvert fjerde år.

## Eksterne referencer/henvisninger
1. ↑  "Royal Matchrace Center". Arkiveret fra originalen 21. december 2005. Hentet 13. juli 2006.
2. ↑  Match Racing Denmark
3. ↑  DKsejlsport Aarhus
4. ↑  Næstved Sejlklub Match Race Center
5. ↑  "Roskilde Sejlklubs Match Race Center". Arkiveret fra originalen 15. juni 2013. Hentet 28. september 2012.